# Thomas Hitchcock Jr.
Thomas Hitchcock Jr. (11 de febrero de 1900 – 19 de abril de 1944) fue un jugador estadounidense de polo considerado como uno de los jugadores más destacados de este deporte.
Nació en Aiken, Carolina del Sur. Comenzó a jugar polo gracias a sus padres. Su padre había sido jugador y fundador del Meadowbrook Polo Club de Long Island y capitán del equipo estadounidense en 1886.
Thomas jugó su primer torneo a la edad de 13 años y formó parte del equipo del Meadowbrook Club que ganó en 1916 el campeonato junior de Estados Unidos.
Durante la Primera Guerra Mundial, a la edad de 17 años formó parte de la Escuadrilla Lafayette en Francia. Fue capturado por los alemanes al ser derribado su avión pero huyó saltando de un tren en movimiento. Caminó durante ocho días cientos de millas escondido por los bosques hasta que consiguió salvarse al llegar a Suiza.
Después de la guerra regresó a sus estudios en la Universidad Harvard. Siguió jugando al polo y en 1921, llevó al equipo estadounidense a la victoria en la Copa Westchester. De 1922 a 1940 consiguió numerosos triunfos, consiguiendo ganar los Campeonatos Nacionales de Estados Unidos con cuatro equipos diferentes (1923, 1927, 1935 y 1936) y conseguir la medalla de plata en los Juegos Olímpicos de 1924.
Durante la Segunda Guerra Mundial, de nuevo sirvió en la aviación pero en esta ocasión falleció cuando su avión Mustang P-51 cayó a tierra durante unas pruebas en Salisbury, Wiltshire (Reino Unido).
- Datos: Q3435482
- Multimedia: Thomas Hitchcock, Jr. / Q3435482